# Nuoto sincronizzato ai Giochi della XXX Olimpiade
Le gare di nuoto sincronizzato dei Giochi della XXX Olimpiade si sono svolte tra il 5 e il 10 agosto 2012 al London Aquatics Centre. Sono stati disputati due eventi, il duo e la gara a squadre, entrambi femminili.

## Calendario
| Femminile |  |  | Duo |  |  | Squadre | 2 |

|  | Qualificazioni |  | Finali |

## Qualificazioni
Alla gara a squadre sono qualificati i cinque campioni continentali (il Regno Unito, come paese ospitante, è considerato come campione europeo) e le prime tre squadre del torneo di qualificazione olimpico.
Ogni nazione la cui squadra si è qualificata per la gara a squadre è automaticamente qualificata anche per il duo; gli ulteriori 16 posti nell'evento sono assegnati mediante un torneo di qualificazione.
| Nazione        | Squadra | Duo | Atlete |
| -------------- | ------- | --- | ------ |
| Argentina      |         | X   | 2      |
| Australia      | X       | X   | 9      |
| Austria        |         | X   | 2      |
| Brasile        |         | X   | 2      |
| Canada         | X       | X   | 9      |
| Cina           | X       | X   | 9      |
| Corea del Nord |         | X   | 2      |
| Corea del Sud  |         | X   | 2      |
| Francia        |         | X   | 2      |
| Grecia         |         | X   | 2      |
| Egitto         | X       | X   | 9      |
| Giappone       | X       | X   | 9      |
| Israele        |         | X   | 2      |
| Italia         |         | X   | 2      |
| Kazakistan     |         | X   | 2      |
| Messico        |         | X   | 2      |
| Gran Bretagna  | X       | X   | 9      |
| Rep. Ceca      |         | X   | 2      |
| Russia         | X       | X   | 9      |
| Spagna         | X       | X   | 9      |
| Stati Uniti    |         | X   | 2      |
| Svizzera       |         | X   | 2      |
| Ucraina        |         | X   | 2      |
| Ungheria       |         | X   | 2      |
| Totale: 24     | 8       | 24  |        |

## Podi
| Evento             | Oro | Performance | Argento                                                                                     | Performance | Bronzo | Performance |
| Duo (dettagli)     | Russia Natal'ja Iščenko Svetlana Romašina | 98.900      | Spagna Ona Carbonell Ballestero Andrea Fuentes Fache                                        | 96.900      | Cina Huang Xuechen Liu Ou | 96.770      |
| Squadre (dettagli) | Russia Anastasija Davydova Maria Gromova Natal'ja Iščenko Ėlvira Chasjanova Dar'ja Korobova Aleksandra Packevič Svetlana Romašina Anželika Timanina Alla Šiškina | 197.030     | Cina Chang Si Chen Xiaojun Huang Xuechen Jiang Tingting Jiang Wenwen Liu Ou Luo Xi Wu Yiwen | 194.010     | Spagna Clara Basiana Canella Alba Cabello Rodilla Ona Carbonell Ballestero Margalida Crespi Jaume Andrea Fuentes Fache Thais Enriquez Torres Paula Klamburg Roque Irene Montrucchio Beausi | 193.120     |

## Medagliere
| Posizione | Paese  |   |   |   | Totale |
| --------- | ------ | - | - | - | ------ |
| 1         | Russia | 2 | 0 | 0 | 2      |
| 2         | Spagna | 0 | 1 | 1 | 2      |
| 2         | Cina   | 0 | 1 | 1 | 2      |
| Totale    | Totale | 2 | 2 | 2 | 6      |